# Pietro Alcionio
Pietro Alcionio ou Pierre Alcyonius est un philologue du XVe siècle, né à Venise vers l'an 1487, mort en 1527.
Il fut d'abord correcteur d'imprimerie chez Alde Manuce, et obtint en 1521, par la faveur du cardinal Jules de Médicis, la chaire de langue grecque à Florence. Il a traduit plusieurs harangues de Démosthène et d'Isocrate, ainsi que plusieurs ouvrages d'Aristote, et a composé un célèbre dialogue intitulé : Medices legatus, sive de Exilio, Venise, 1522, in-4, à Leipsick, 1707, in-12.